# Championnat d'Israël de football 2002-2003
Navigation
Championnat d'Israël 2001-2002 Championnat d'Israël 2003-2004
Le Championnat d'Israël de football 2002-2003 est la 51e édition de ce championnat.

## Classement
| Rang | Équipe                     | Pts | J  | G  | N  | P  | Bp | Bc | Diff |
| ---- | -------------------------- | --- | -- | -- | -- | -- | -- | -- | ---- |
| 1    | Maccabi Tel-Aviv           | 69  | 33 | 22 | 3  | 8  | 66 | 31 | +35  |
| 2    | Maccabi Haïfa              | 69  | 33 | 21 | 6  | 6  | 75 | 42 | +33  |
| 3    | Hapoël Tel-Aviv            | 67  | 33 | 19 | 10 | 4  | 53 | 22 | +31  |
| 4    | Maccabi Netanya            | 54  | 33 | 15 | 9  | 9  | 47 | 36 | +11  |
| 5    | Hapoël Beer-Sheva          | 51  | 33 | 15 | 6  | 12 | 56 | 41 | +15  |
| 6    | Maccabi Petah-Tikvah       | 50  | 33 | 13 | 11 | 9  | 45 | 37 | +8   |
| 7    | MS Ashdod                  | 40  | 33 | 11 | 7  | 15 | 35 | 49 | -14  |
| 8    | Hapoël Petah-Tikvah        | 50  | 33 | 15 | 6  | 12 | 56 | 41 | +15  |
| 9    | Betar Jérusalem            | 36  | 33 | 10 | 6  | 17 | 46 | 59 | -13  |
| 10   | Bnei Yehoudah              | 34  | 33 | 9  | 7  | 17 | 39 | 63 | -24  |
| 11   | Hapoël Kfar Sabah -3       | 23  | 33 | 7  | 5  | 21 | 43 | 81 | -38  |
| 12   | Hapoël Ironi Rishon LeZion | 18  | 33 | 4  | 6  | 23 | 35 | 67 | -32  |

|  | Champion |
|  | Relégué  |

## Bilan de la saison
| Tableau d'Honneur                |                  |
| Compétition                      | Vainqueur        |
| Championnat d'Israël de football | Maccabi Tel-Aviv |
| Coupe d'Israël de football       | Hapoël Ramat Gan |

| Promotions et relégations |                                              |
| Relégués en Liga Leumit   | Hapoël Kfar Sabah Hapoël Ironi Rishon LeZion |
| Promus en Ligat ha'Al     | Maccabi Ahi Nazareth Hapoël Bnei Sakhnin     |